# スキー・ドバイ
スキー・ドバイは、アラブ首長国連邦のドバイにある室内スキー場である。
下の階にあるショッピングモールおよびホテル施設と合わせ、現存する世界最大の室内スキー場である。
ドームとなっているモール・オブ・ジ・エミレーツは、2005年にオープンした。開業時は世界最大のショッピングセンター。4階に存在するスキー場は予定より3ヶ月遅れでオープンした。ドバイでは年間降水量が少なく、砂漠気候で雪は降らない。

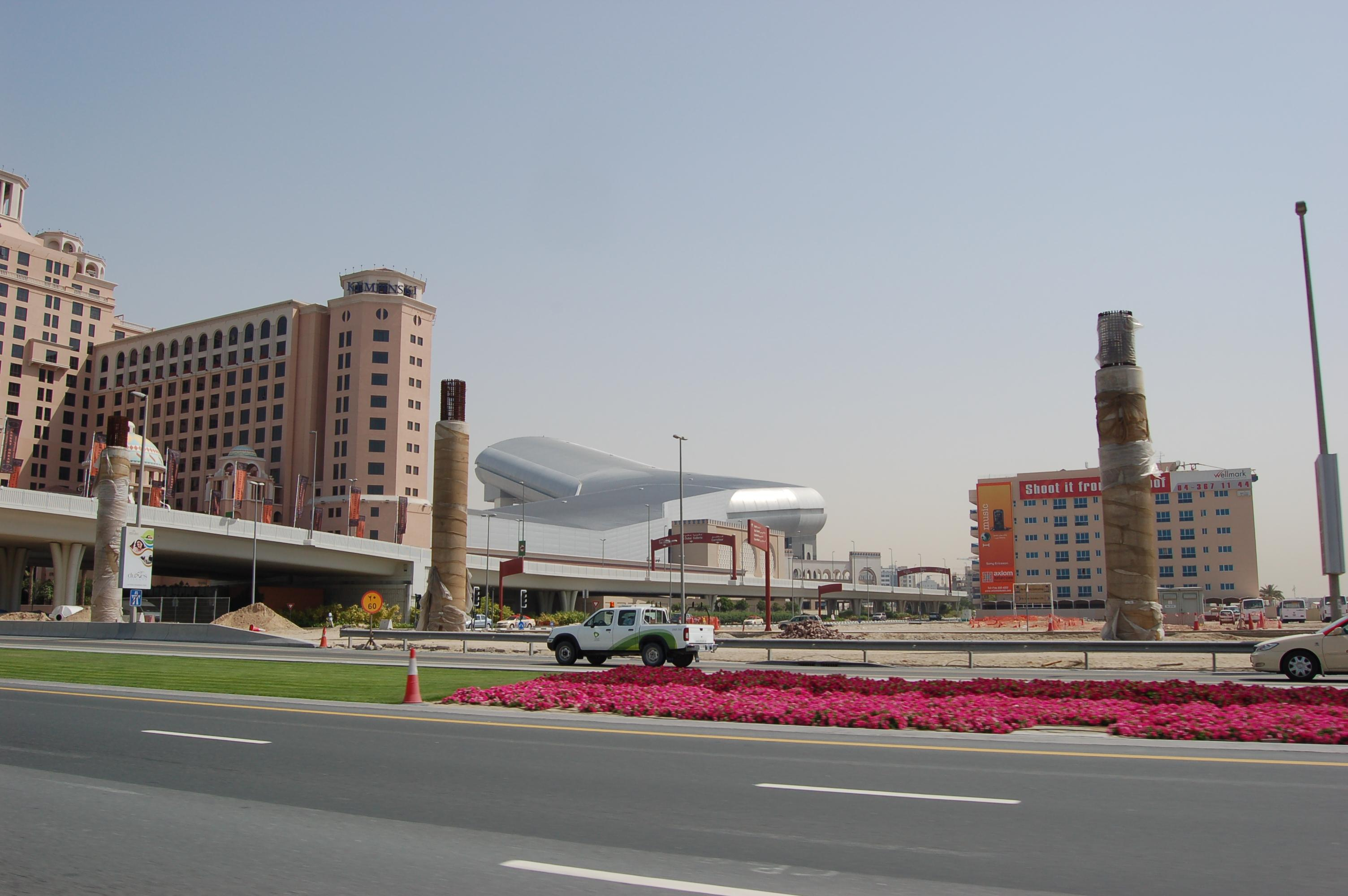
施設の外観
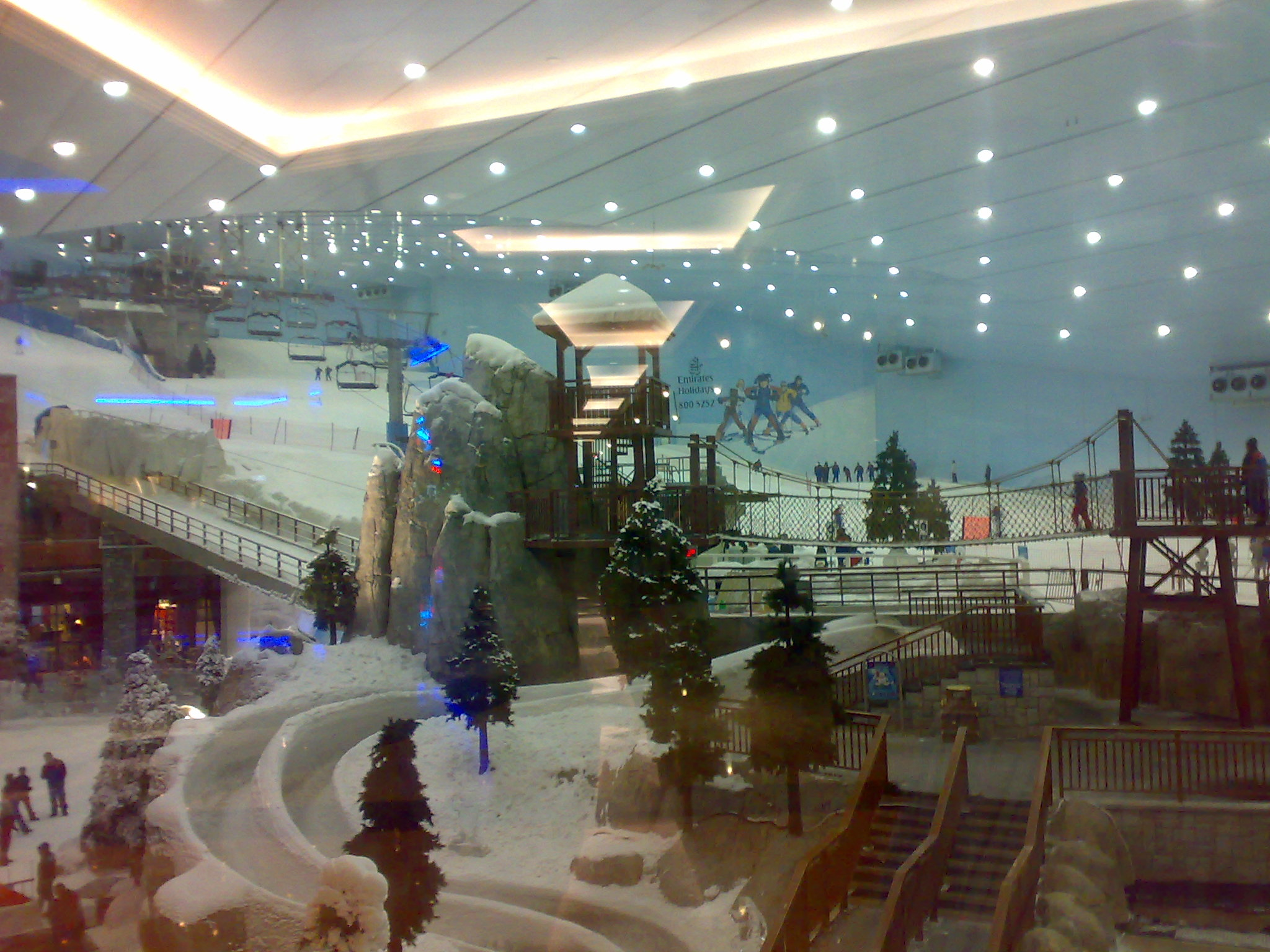
内部の様子